# 渥美理絵
渥美 理絵（あつみ りえ、10月3日 - ）は静岡県出身の漫画家。
常葉学園菊川高等学校在学中に描いた「8月に雪が降る」（りぼん1996年初夏のびっくり大増刊号に掲載）でデビュー。同校を卒業後は美大に進学する。
デビュー以後しばらくは、1年に1-2作というスローペースで読み切りを発表していたが、2005年「花咲きセンチメンタル」でりぼん初連載を果たした。また、漫画家のかたわらカメラ屋で働いていたということもあり、写真好き。趣味はポストカード作り、夜の散歩など。

## コミックス
- 『神さまの微熱』
  - 収録：「神さまの微熱」「恋が素敵な理由」「Little World」「やさしい魔法の作り方」「8月に雪が降る」
- 『楽園に咲く花』
  - 収録：「楽園に咲く花」「地球上のシュガー・ウィルス」「月と彼女は今日も不在」「Little Love」
- 『溺れる恋の味』
  - 収録：「溺れる恋の味」「ミルクノキモチ」「スイート・ホリック」「君の雪の手のひら」
- 『花咲きセンチメンタル』
  - 収録：「花咲きセンチメンタル」「恋/愛/回/路」「ブルー・ゲイト」